# Max Pannwitz
Max Pannwitz (* 8. November 1854 in Vetschau/Spreewald; † 29. August 1921 in Stuttgart) war ein deutscher Schriftsteller und Übersetzer.

## Leben und Wirken

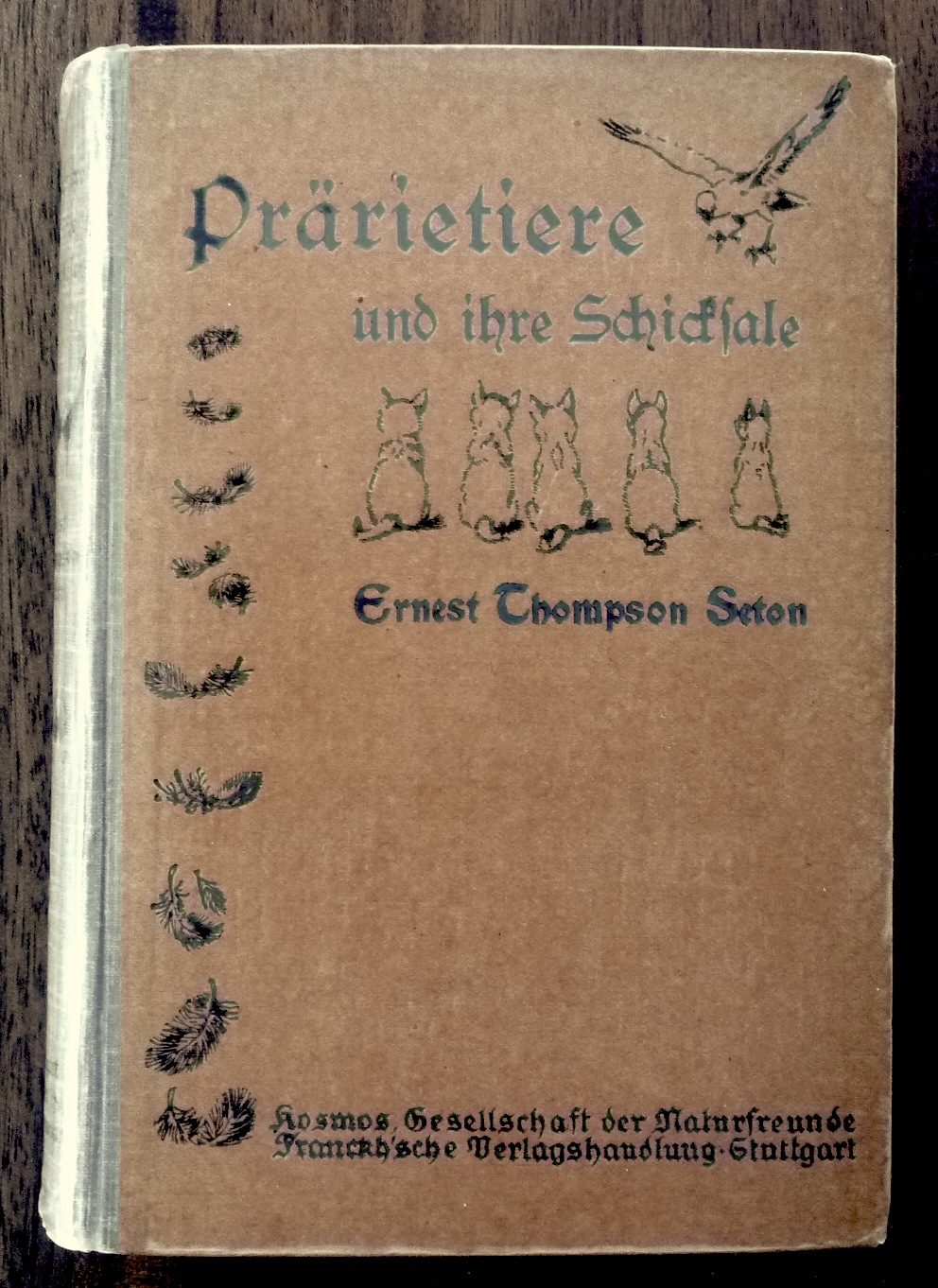
Prärietiere und ihre Schicksale; Stuttgart, 1921 von Ernest Thompson Seton

Pannwitz war der Sohn eines Oberpfarrers. Weil er Arzt werden sollte, trat er im Oktober 1874 in die Kaiser-Wilhelms-Akademie für das militärärztliche Bildungswesen ein. Wegen seiner „Abneigung gegen das medizinische Studium“ wurde er dort nach weniger als drei Monaten im Januar 1875 entlassen. Anschließend studierte er Philologie und arbeitete an seinem Wohnort Stuttgart als Schriftsteller und Redakteur.
Neben dem Verfassen eigener Werke war Max Pannwitz insbesondere als Übersetzer und Bearbeiter literarischer Werke von Alexander Russel Bond, Alexandre Dumas, Ernest Thompson Seton, Rudyard Kipling und Robert Louis Stevenson tätig. Pannwitz übertrug auch die Memoiren eines Revolutionärs von Pjotr Alexejewitsch Kropotkin in die deutsche Sprache.
Zudem half Max Pannwitz bereits 1905, als Budō in Europa noch weitgehend unbekannt war, durch seine Übersetzung eines Buchs über „methodische Körperstählung und athletische Kunstgriffe“ im Jiu Jitsu das Interesse für den japanischen Kampfsport im deutschsprachigen Raum zu wecken.

## Werke
- Deutsche Pfadfinder des 16. Jahrhunderts in Afrika, Asien und Südamerika. Franckh’sche Verlagshandlung, Stuttgart 1911
Darin: Balthasar Springers Meerfahrt 1505/06, Hans Stadens wahrhaftige Historia 1547/48 und 1549/55, Ulrich Schmidels wahrhaftige und liebliche Beschreibung 1534/52, Leonhard Rauwolfs eigentliche Beschreibung 1573/76.
- Der alte Fritz. Loewes Verlag, Stuttgart 1913.
- Große Kriegshelden. Loewes Verlag, Stuttgart 1913.
- Marschall Vorwärts und Prinz Eugen. Stuttgart 1913.
- Siegismund Rüstig Eine Robinsonade. Loewes Verlag, Stuttgart 1929.